# プリンアラモード

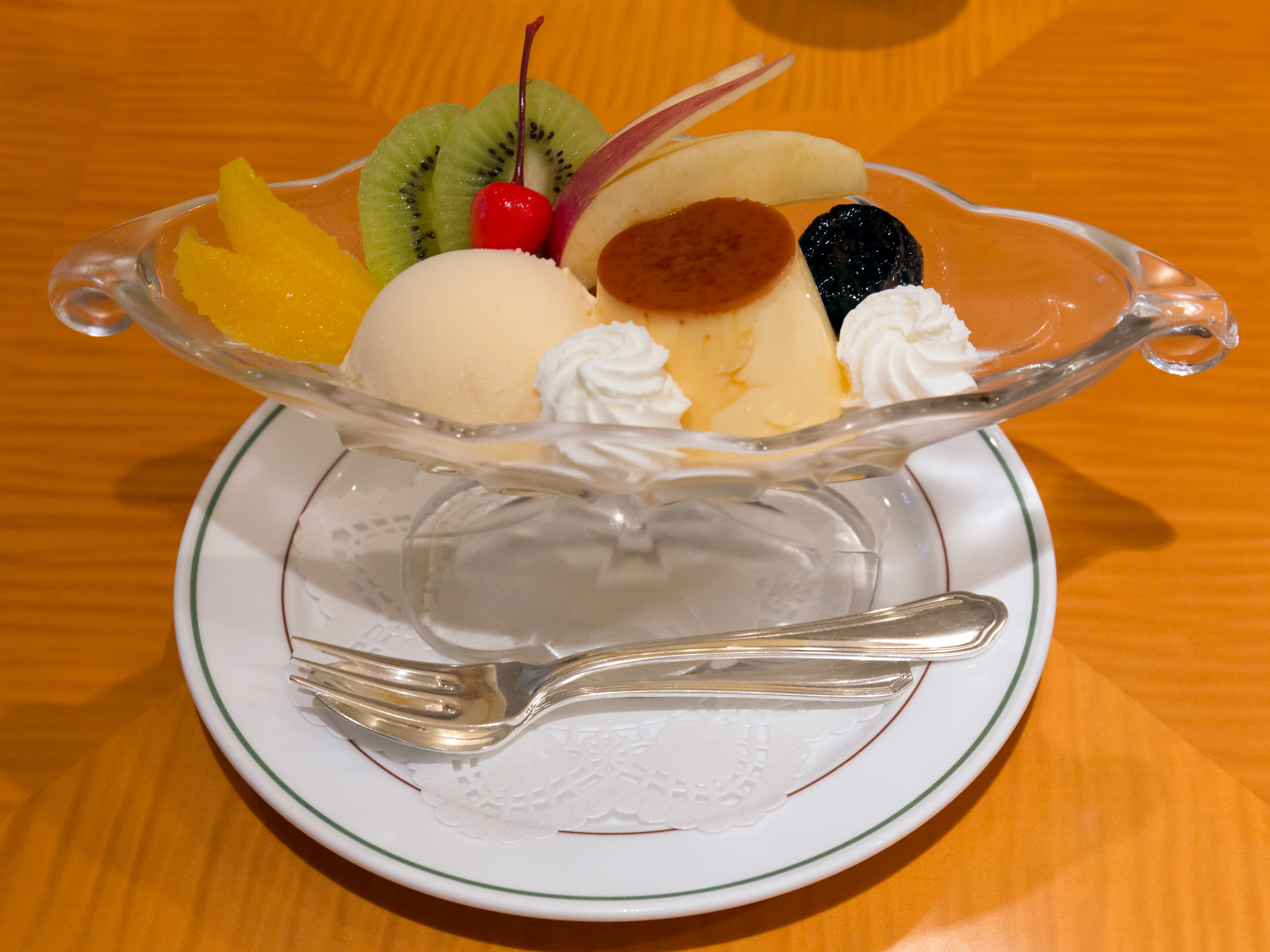
ホテルニューグランド「ザ・カフェ」のプリンアラモード

プリンアラモード（Pudding a la mode）とは、カスタードプリンとバニラアイスを皿に盛りつけ、色とりどりのフルーツを盛りつけた料理である。
プリン・ア・ラ・モードの表記もある。

## 概要
かつての日本では、喫茶店での定番デザートであった。高度成長期には、看板メニューの一つであった店が多かったが、バブル期以降はデザートが多様化したこと、手間がかかることなどから店側が敬遠し始め、さらに提供していた店自体も減少したことから、2010年代以降は「絶滅の危機」、「絶滅危惧種」として扱われることがある。
カスタードプリンを中心に、カットされたフルーツが脇に並び、濃厚な生クリームで飾られ、真っ赤なチェリーが添えられる。
類似する形状（横長の器に盛られた）デザートにアメリカ合衆国ペンシルバニア州で20世紀初頭に発祥したされるバナナスプリットがある。

## 発祥
ホテルニューグランド（横浜市中区）は、第二次世界大戦後は連合国軍最高司令官総司令部の将校宿舎として接収されていた。その期間中にホテルに宿泊していた甘いものを好むアメリカ人将校夫人のために考案された。横長の「コルトンディッシュ（クルトンディッシュ）」という前菜用の器が使われ、使用されるフルーツはアメリカ軍が持ち込んだものが多く使用されている。ホテルニューグランドでは今日でもコルトンディッシュに当時と同様のフルーツを盛り付けて提供している。
「ア・ラ・モード」は「洗練された」、「流行の」を意味するフランス語から取られている。この名称は、件の将校夫人によるもので、当時のリンゴは矢羽根を模した「アローカット」で提供されており、初めて見る繊細な技術に感動したためとされる。なお、今日のホテルニューグランドではリンゴはウサギ形に切って提供されている。
当時のホテルニューグランドにはパティシエの役職は存在しておらず、シェフのデザート担当者が考案したものと推測されている。